# Lega Alpina Lumbarda
La Lega Alpina Lumbarda è stato un piccolo partito regionalista lombardo nato all'inizio degli anni novanta in polemica con la Lega Lombarda di Umberto Bossi, della quale rivendicava peraltro gli stessi principi e obiettivi. Fondatore-leader era Roberto Gremmo.

## Storia
Nel 1991 lo studioso e attivista dell'autonomismo Roberto Gremmo, all'epoca consigliere regionale della Valle d'Aosta, annunciò la formazione di un nuovo movimento politico denominato Lega Alpina, per non lasciare l'esclusività dei temi autonomisti e regionalisti alla Lega Nord, da poco fondata da Umberto Bossi riunendo diversi movimenti delle regioni settentrionali.
Alle elezioni politiche del 1992 si presentarono due liste riconducibili alla Lega Alpina: la Lega Alpina Piemont, in tutto il Piemonte sia alla Camera che al Senato, e la Lega Alpina Lumbarda, nelle circoscrizioni Milano-Pavia e Bergamo-Brescia della Camera e in tutta la Lombardia al Senato. Qui ottenne oltre 119 000 voti, pari al 2,12% su scala regionale, eleggendo senatore Elidio De Paoli.
Nel settembre del 1992 la Lega Alpina Lumbarda, alle elezioni per il consiglio provinciale di Mantova, ebbe il 6,7% e 2 consiglieri (Attilio De Carré e Gabriele Gremmo, figlio di Roberto). La cosa fece molto scalpore perché, in una provincia di pianura dove fino a pochi mesi prima il partito non era organizzato, ottenne tanti eletti quanti il PSI, tradizionalmente forte nel Mantovano. La lista elesse consiglieri anche ai comuni di Monza e di Varese (di nuovo Gabriele Gremmo e Attilio de Carré) nel dicembre dello stesso anno.
Il 1993 fu meno positivo per la Lega Alpina Lumbarda: alle elezioni provinciali anticipate di Mantova scese al 4,8% e vide ridursi i suoi consiglieri da due a uno e Roberto Gremmo non confermò il suo seggio al Consiglio della Valle. La Lega Alpina non riuscì inoltre ad entrare nel Consiglio Comunale di Milano, dove candidava a sindaco Pier Gianni Prosperini.
Alle elezioni politiche del 1994 il movimento si presentò nelle tre circoscrizioni lombarde della quota proporzionale della Camera e nei collegi senatoriali della Lombardia: lo sbarramento del 4% su base nazionale alla Camera non le permise di avere dei deputati, ma riuscì a rieleggere De Paoli grazie al recupero proporzionale del Senato, in cui aveva ottenuto 246 000 voti (il 4,3% in Lombardia).
Alle elezioni europee del 1994 la lista fu presente in tutt'Italia col nome "Lega Alpina Lumbarda", grazie all'esenzione dalla raccolta delle firme per i partiti presenti nel parlamento italiano con almeno un eletto. Raccolse circa 109 000 voti, pari allo 0,3% a livello nazionale, insufficiente per ottenere seggi.
In un clima di grande confusione e pochissimi programmi elettorali innovativi per le elezioni politiche del 1996 De Paoli,  approfittando del fatto che nel frattempo Roberto Gremmo si era volontariamente ritirato dalla scena politica, unì le proprie forze con quelle di Autonomia Alleanza Lombarda - Lega di Angela Bossi, guidata dalla sorella di Umberto Bossi e dal marito Pierangelo Brivio, nella Lega per l'Autonomia Alleanza Lombarda. La lista non riuscì ad eleggere alcun senatore. Successivamente avvenne una rottura tra le due componenti che avevano dato origine alla lista: De Paoli continuò ad utilizzare per proprio conto il nome Lega per l'Autonomia Alleanza Lombarda aggiungendovi la dicitura Lega Pensionati, malgrado i tentativi degli ex sodali di impedirglielo.
Il nome e il simbolo della Lega Alpina Lumbarda sono stati riutilizzati in occasione delle elezioni amministrative del 2009 in seguito al respingimento da parte della commissione elettorale del simbolo della Lega per l'Autonomia - Alleanza Lombarda - Lega Pensionati nelle province di Brescia e Cremona. Elidio De Paoli ha quindi utilizzato il logo e il nome del vecchio movimento fondato da Gremmo.

## Risultati elettorali
| Elezione       | Elezione        | Voti    | %    | Seggi |
| -------------- | --------------- | ------- | ---- | ----- |
| Politiche 1992 | Camera          | 90.875  | 0,23 | 0     |
| Senato         | 119.153         | 0,42    | 1    |       |
| Politiche 1994 | Proporz. Camera | 136.872 | 0,35 | 0     |
| Senato         | 246.046         | 0,75    | 1    |       |
| Europee 1994   | 108.869         | 0,33    | 0    |       |